# 1945 en journalisme
Cet article présente les faits marquants de l'année 1945 en journalisme.

## Évènements
- Création du journal Süddeutsche Zeitung.
- Création du journal Nice-Matin[1].